# Граф Дракула (фільм)
Граф Дракула (нім. Nachts, wenn Dracula erwacht) — копродукційний фільм жахів 1970 року.

## Сюжет
1897 рік. Молодий юрист Джонатан Гаркер направляється в Трансильванію, щоб укласти договір продажу маєтку поблизу Лондона з графом Дракулою. Вже перед поїздкою багато людей, дізнавшись куди їде Гаркер, застерігають його від небезпеки. З приїздом в замок Дракули. Гаркер майже відразу ж виявляє певні дивацтва графа, а на наступний день, спустившись у підвал, знаходить останнього сплячим в труні. Надалі Гаркер, усвідомивши небезпеку в замку, намагається бігти, але стає жертвою. Гаркер приходить до тями в клініці професора Ван Хельсинга. Юриста обстежує доктор Сюард, який розповідає, що він був знайдений без свідомості в 200 милях від Будапешта. Професор Ван Хельсинг виявляє ознаки вампіризму і відвідує пацієнта психічної лікарні по імені Ренфілд. Той розповідає йому про монстрів, і Ван Хельсинг, зрештою, викриває графа Дракулу.

## У ролях
| Актор                | Роль                         |
| -------------------- | ---------------------------- |
| Крістофер Лі         | граф Дракула                 |
| Герберт Лом          | професор Абрахам Ван Хелсінг |
| Клаус Кінскі         | Р.М. Ренфілд                 |
| Соледад Міранда      | Люсі Вестенра                |
| Марія Ром            | Міна Мюррей                  |
| Фред Вільямс         | Джонатан Гаркер              |
| Пауль Мюллер         | доктор Джон Сьюард           |
| Джек Тейлор          | Квінсі Морріс                |
| Хесус Пуенте         | міністр внутрішніх справ     |
| Хосе Мартінес Бланко | доктор Сьюард, озвучка       |
| Франко Кастеллані    |                              |
| Емма Коен            | жінка вампір                 |
| Хесус Франко         | слуга Ван Хелсінга           |
| Колетт Джакобіне     | Грета, домоправительниця     |
| Тереса Гімпера       | мати, що плаче               |
| Джаннін Местре       | жінка вампір                 |
| Мосес Августо Роча   | слуга Ван Хелсінга           |